# 아터 볼더

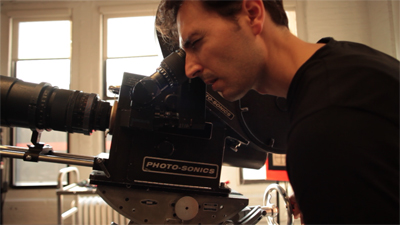
아터 볼더

아터 볼더(Artur Balder, 1974년 10월 14일~)는 에스파냐 출신의 미국 국적자로, 영화 감독이자 작가로 활동하고 있다.
아터 볼더는 랜덤 하우스를 통해 스페인과 남아메리카에 여러 아동문학책을 발간하였다. 또한 Edhasa를 통해 중세 유럽을 소재로 한 책 시리즈를 발간하였다. 이 시리즈는 네덜란드어, 이탈리아어, 프랑스어, 루마니아어와 같은 언어로 번역되어 수출되었다.
2010년에는 리틀 스페인에 관한 다큐멘터리 영화의 각본을 쓰고 감독을 맡았다.